# جون دبليو. لورانس
جون دبليو. لورانس (بالإنجليزية: John W. Lawrence) هو سياسي أمريكي، ولد في 19 أغسطس 1800 في فلاشينغ ‏ في الولايات المتحدة، وتوفي بنفس المكان في 20 ديسمبر 1888. نشط حزبياً في الحزب الديمقراطي. وقد انتخب عضو جمعية ولاية نيويورك وانتخب عضو مجلس النواب الأمريكي.